# Stefan Spirovski
Stefan Spirovski (en macédonien : Стефан Спировски) est un footballeur international macédonien né le 23 août 1990 à Bitola. Il évolue au poste de milieu au Pyunik Erevan.

## Biographie

### En club
Stefan Spirovski est formé dans le club du Pelister Bitola, il commence sa carrière en 2007,.
De 2009 à 2013, il est joueur du FK Borac Čačak,.
Il est prêté durant l'année 2012 au Rabotnički Skopje,.
En 2014, Spirovski rejoint le PFK Beroe en Bulgarie,.
De retour en Macédoine en 2015, il évolue sous les couleurs du Vardar Skopje pendant quatre saisons,.
Il est notamment triple Champion de Macédoine en 2015, en 2016 et en 2017,.
De 2017 à 2019, Spirovski est joueur du Ferencváros TC,.
Lors de la saison 2019-2020, il est joueur de l'Hapoël Tel-Aviv,.
En 2020, Spirovski est joueur de l'AEK Larnaca,.

### En équipe nationale
International macédonien, il reçoit sa première sélection en équipe de Macédoine lors d'un match amical contre l'équipe d'Azerbaïdjan le 10 août 2011,.
Il fait partie du groupe macédonien qui dispute l'Euro 2020. Lors de cette compétition, il joue un match de phase de groupe contre l'Ukraine qui se solde par une défaite.

## Palmarès
Ferencváros TC
- Championnat de Hongrie (1) :
  - Champion : 2018-19 et 2019-20.

 Vardar Skopje
- Championnat de Macédoine (3) :
  - Vainqueur : 2014-15, 2015-16 et 2016-17.